# 新西兰证券交易所

紐西蘭證券交易所舊標識

新西兰证券交易所（英語：New Zealand Exchange，縮寫：NZX）是新西兰唯一一个注册的证券交易所。新西兰证券交易所在新西兰和澳大利亚设有办事处。截至2014年11月，NZX共有258上市证券必须以$为94.1十亿联合市值。交易時間(當地)為09:00到17:00。